# Джонсон, Рейнолд
Рейнолд Джонсон (англ. Reynold B. Johnson; 16 июля 1906, Дассел, Миннесота — 15 сентября 1998, Пало-Алто, Калифорния) – американский изобретатель, известный как автор конструкции жёсткого диска.

## Биография
Получил степень бакалавра в области управления образованием в Миннесотском университете в 1929 году.
В 1932 году, когда Джонсон работал учителем естественных наук в городе Айронвуд, штат Мичиган, он спроектировал и построил электромеханическое устройство для автоматической проверки и оценки помеченных карандашом тестов с несколькими вариантами ответов. Он попытался заинтересовать своим изобретением корпорацию International Business Machines.
В 1934 году IBM пересмотрела изобретение Джонсона и наняла его в качестве инженера для работы в лаборатории в городе Эндикотт, штат Нью-Йорк. Там он продолжил работу над прибором для проверки и оценки тестов. Эта работа завершилась в 1937 году выпуском IBM 805 – машины для оценки тестов.
После этого Джонсон продолжил работать в IBM и сделал множество изобретений, касавшихся обработки, перфорирования и считывания перфокарт.
В 1952 году IBM отправила Джонсона в Сан-Хосе, штат Калифорния, чтобы основать лабораторию на Западном побережье. Его задача заключалась в том, чтобы набирать исследовательский персонал и реализовывать передовые проекты по более эффективным способам хранения и извлечения данных. «Мне дали только два руководства», – вспоминал об этом Джонсон: «Держите число людей в лаборатории около 50 и экспериментируйте с технологией, над которой никто в IBM не работал».
Сначала Джонсон и его сотрудники сосредоточились на вращающемся барабане – полом цилиндре с быстро перемещающейся головкой, которая могла записывать и считывать данные любой магнитной дорожки на поверхности. Вскоре он перешел к экспериментам с несколькими магнитными дисками, которые, по его мнению, со временем можно было бы уменьшить и сделать более надежными.
Первый компьютер, оснащённый диском конструкции Джонсона, IBM 305 RAMAC, был выпущен в 1956 году. Он имел 50 двусторонних алюминиевых магнитных дисков диаметром 24 дюйма, мог хранить 5 миллионов шестибитных знаков и весил более тонны.
Джонсон ушел из IBM в 1971 году, имея не менее 90 патентов, но не прекратил изобретать. В своей собственной консалтинговой компании Education Engineering Associates в Пало-Алто он разработал микрофонограф, который позволяет детям указать ручным прибором на изображение или слово в книге и услышать название. Книги Talk to Me Books от Fisher-Price, в которых использовалось это устройство, получили награду «Игрушка года».
В последующие годы Джонсон работал над системой кодирования китайских иероглифов.
Получил медаль Пионер компьютерной техники в 1987 году.
Награждён Национальной медалью в области технологий в 1986 году президентом США Рональдом Рейганом.
Умер 15 сентября 1998 года от меланомы.